# Рыжова, Варвара Николаевна
Варва́ра Никола́евна Рыжо́ва (15 (27) января 1871, Москва — 18 мая 1963, Москва) — российская, советская актриса, мастер художественного слова (чтец). Народная артистка СССР (1937). Лауреат Сталинской премии l степени (1943). Кавалер двух орденов Ленина (1946, 1949).

## Биография
Варвара Рыжова родилась в Москве, в семье актёров Бороздиных—Музиль.
После окончания драматических курсов при Московском театральном училище (ныне Высшее театральное училище имени М. С. Щепкина) (класс А. П. Ленского) в 1893 году была принята в труппу Малого театра. Играла здесь до 1956 года, до 1896 — под фамилией Музиль 1-я. Выступала также в молодёжном филиале театра (Новый театр).
Свой творческий путь начала как комедийная и водевильная актриса. Примерно с конца 1900-х годов перешла на хара́ктерные роли и роли комических старух.
Мастер русской сценической речи.
В коллекции Гостелерадиофонда хранится большое количество записей, запечатлевших голос актрисы. В 1940-е и 1950-е годы записала на радио русские народные сказки, басни И. А. Крылова, литературные произведения А. С. Пушкина, Н. А. Некрасова, А. Т. Твардовского, Г. И. Успенского, что составляет «золотой» фонд коллекции Гостелерадиофонда.

Надгробие установленное на могиле Рыжовой на Новодевичьем кладбище Москвы

Варвара Николаевна Рыжова скончалась 18 мая 1963 года в Москве. Похоронена на Новодевичьем кладбище (участок № 8).

### Семья
- Мать — Варвара Петровна Музиль-Бороздина (1853—1927), актриса Малого театра.
- Отец — Николай Игнатьевич Музиль (1839—1906), актёр Малого театра. Заслуженный артист Императорских театров (1903).
- Сестра — Надежда Николаевна Музиль-Бороздина (1880—1952), актриса театра и кино. Заслуженная артистка РСФСР (1937).
- Сестра — Елена Николаевна Музиль — «Музиль 2-я» (1871—1961), актриса Малого театра.
- Брат — Николай Николаевич Музиль — «Музиль 2-й»
- Супруг — Иван Андреевич Рыжов (1866—1932), актёр Малого театра. Заслуженный артист Республики (1925).
- Сын — Николай Иванович Рыжов (1900—1986), актёр Малого театра. Народный артист СССР (1971).
- Внучка — Татьяна Николаевна Рыжова (1941—2012), актриса Малого театра.

## Творчество

### Роли в театре

#### Московское Императорское театральное училище (выпускные спектакли)
- 1893
  - «Новобрачные» по Б. Бьёрнсону — Лаура
  - «Общество поощрения скуки» В. Александрова (В. А. Крылова), перевод пьесы Э. Пайерона «Le monde ou l’on s’ennuie» — Борская

#### Малый театр
- 1894
  - «В детской» Т. Л. Щепкиной-Куперник — Таничка
  - «В такую ночь» М. Н. Бухарина — Лилица
  - «Жених нарасхват» Д. Т. Ленского (перевод с фр.) — Тереза
  - «Слабая струна» П. Н. Баташева — Мими
  - «Это мой маленький каприз» В. А. Крылова (сюжет заимств.) — Феня
- 1895
  - «Золото» Вл. И. Немировича-Данченко — Мотя
  - «Общество поощрения скуки» В. Александрова (В. А. Крылова), перевод пьесы Э. Пайерона «Le monde ou l’on s’ennuie» — Борская
  - «Трудовой хлеб» А. Н. Островского — Евгения
  - «Школа мужей» Ж.-Б. Мольера, перевод, с фр. А. А. Григорьева — Леонора
- 1896
  - «Власть тьмы» Л. Н. Толстого — Акулина
  - «Воевода» А. Н. Островского — Марья
  - «Мариана» X. Эчегарайя. Перевод с исп. С. Степановой (С. Л. Марковой) — Клавдия
  - «Месть Амура» — Т. Л. Щепкиной-Куперник — Эглантина
  - «Не война и не мир» С. В. Танеева) — Лизанька
  - «Старый закал» А. И. Сумбатова (Южина) — Сира Васильевна
- 1897
  - «В северной глуши» Л. Г. Жданова (Л. Г. Гельмана) — Лиза
  - «Волшебные звуки» А. Р. Генца — Вера
  - «Господа театралы» И. Л. Леонтьева-Щеглова — Вьюшкина
  - «Король Ричард III» У. Шекспира — Принц Валлийский
  - «По разным дорогам» Аэнве (А. Н. Витмера) — Стеша
  - «Призраки горя» В. И. Мятлева — Соня
- 1898
  - «Вава» С. А. Кеттлер и В. А. Крылова — Даша
  - «Защитник» Н. И. Тимковского — Серафима
  - «И в руках было да сплыло» И. А. Купчинского — Катерина
  - «Комик XVII столетия» А. Н. Островского — Наталья
  - «Король Ричард III» У. Шекспира. Перевод с англ. А. В. Дружинина — Герцог Йоркский
  - «Любочка» А. Н. Плещеева, перевод пьесы А. Мельяка и Л. Галеви «Ingenue» — Любочка
  - «Пашенька» Н. Л. Персияниновой (Н. Л. Рябовой) — Наташа
- 1899
  - «Кому весело живётся» В. А. Крылова — Елена Константиновна
  - «От преступленья к преступленью» В. А. Крылова — Пескова
  - «Откуда сыр-бор загорелся» В. Александрова (В. А. Крылова). Сюжет взят из пьесы А. Мельяка и Л. Галеви «La boule» — Горелочкина
  - «Разгром» П. П. Гнедича — Дашка
  - «Свои люди — сочтёмся» А. Н. Островского — Олимпиада Самсоновна
  - «Собака садовника» Л. де Веги. Перевод А. Бежецкого (А. Н. Маслова) — Марсела
- 1900
  - «Вильгельм Геншель» Г. Гауптмана. Перевод с нем. Н. Ф. Арбенина — Франциска Вермельских
  - «Девичий переполох» В. А. Крылова и П. Н. Полевого — Настасья
  - «Лес» А. Н. Островского — ключница Улита
  - «Месяц в деревне» И. С. Тургенева — Катя, служанка
  - «Хрущевские помещики» А. Ф. Федотова — Глаша
- 1901
  - «Бурелом» А. М. Федорова — Горничная
  - «Снегурочка» А. Н. Островского — Бобылиха
  - «Соломенная шляпка» Э. Лабиша и Марк-Мишеля. Перевод с фр. П. С. Федорова — Клара
  - «Школьные товарищи» Л. Фульды. Перевод с нем. Э. Матерна и Н. Воротникова — Лизбет Герлах
- 1902
  - «Один из честных» Р. Бракко. Перевод Н. Д. Михаловской — Розетта
  - «Разрыв-трава» Е. П. Гославского — Девица, 1-я подружка Мелитрисы
  - «Странное стечение обстоятельств» А. Редкина — Софья Андреевна
- 1903
  - «Горе от ума» А. С. Грибоедова — Лиза
  - «Мёртвые души». Переработка из поэмы Н. В. Гоголя А. А. Потехиным и В. А. Крыловым — Анна Григорьевна
  - «Сильные и слабые» Н. И. Тимковского — Серафима
  - «Старый закал» А. И. Сумбатова (Южина) — Людмила Борисовна
  - «Шашки» Н. Криницкого (Н. И. Тимковского) — Мила
- 1904
  - «Даровой пассажир» О. Блюменталя и Г. Кадельбурга. Перевод с нем. В. О. Шмидт — Гермина
  - «Не было ни гроша, да вдруг алтын» А. Н. Островского — Лариса
  - «Новый скит» П. П. Гнедича — Маня Сущенко
  - «Снегурочка» А. Н. Островского — Купава
- 1905
  - «Красная мантия» («Robe rouge») Э. Брие. Перевод с фр. А. А. Федотова — Катьялена, служанка
  - «Первая ласточка» В. А. Рышкова — Анна Григорьевна
  - «Поросль» Р. М. Хин — Дуня
  - «Старый друг лучше новых двух» А. Н. Островского — Оленька
- 1906
  - «Власть тьмы» Л. Н. Толстого — Мать Никиты
  - «Гроза» А. Н. Островского — Варвара
  - «На всякого мудреца довольно простоты» А. Н. Островского — 1-я приживалка
  - «На зыбкой почве» П. М. Невежина — Таиса
  - «Поздняя любовь» А. Н. Островского — Шаблова
  - «Предложение» А. П. Чехова — Наталья Степановна
  - «Чужое добро впрок не идёт» А. А. Потехина — Татьяна
- 1907
  - «Железка» Н. Л. Персияниновой (Н. Л. Рябовой) — Незнамова
  - «Звезда» («Der Star») Г. Бара. Перевод с нем. П. П. Немвродова. Постановка реж. А. М. Кондратьева. — Флора Денк
  - «На всякого мудреца довольно простоты» А. Н. Островского — Глафира Климовна Глумова
  - «Невольницы» А. Н. Островского — Марфа Севастьяновна
  - «Никудышники и солидные люди» М. К. Северной — Еничка
  - «Праздник жизни» («Das Blumenboot») Г. Зудермана. Перевод с нем. А. А. Заблоцкой — Соня
- 1908
  - «Без вины виноватые» А. Н. Островского — Таиса Ильинична Шелавина
  - «Дельцы» И. И. Колышко (переделка из его романа «Волки и овцы») — Маланья
  - «Коринфское чудо» А. И. Косоротова — Гликерия
- 1909
  - «Женитьба» Н. В. Гоголя — Агафья Тихоновна
  - «Завтрак у предводителя» И. С. Тургенева — Анна Ильинична Каурова
  - «Крестьянка» К. Фибих, перевод Е. фон Миквиц — Карлина Флеш
  - «Плоды просвещения» Л. Н. Толстого — Баронесса
  - «Поздняя любовь» А. Н. Островского — Шаблова
  - «Сердце не камень» А. Н. Островского — Аполлинария Панфиловна
  - «Сестры из Бишофсберга» Г. Гауптмана. Перевод с нем. Э. М. Бескина — Эмилия
  - «Сполохи» («Жизнь достанет») В. А. Тихонова — Леокадия Авенировна
  - «Франческа да Римини» Г. д’Аннунцио. Перевод с итал. размерами подлинника В. Я. Брюсова и Вяч. И. Иванова — Раба
  - «Холопы» П. П. Гнедича — Василиса Петровна
- 1910
  - «Бедная невеста» А. Н. Островского — Дарья
  - «В старые годы» И. В. Шпажинского — Акулька
  - «Привидения» Г. Ибсена. Перевод с датск. А. В. Ганзен и П. Г. Ганзен — Регина
  - «Путаница, или 1840 год» Ю. Д. Беляева — Бабушка
  - «Ревизор» Н. В. Гоголя — Жена Коробкина
  - «Старый обряд» А. Н. Будищева — Пелагея Семёновна
  - «Царь природы» Е. Н. Чирикова — Федосья
- 1911
  - «Грех да беда на кого не живёт» А. Н. Островского — Жмигулина
  - «Гроза» А. Н. Островского — Феклуша
  - «Перед зарею» П. П. Гнедича — Анфиса
  - «Светлая личность» Е. П. Карпова — Липа
- 1912
  - «Большие и маленькие» Н. Л. Персияниновой (Н. Л. Рябовой) — Людмила Петровна Невзорова
  - «Грань» Н. И. Тимковского —Степанида Никифоровна
  - «Пир жизни» С. Пшибышевского. Перевод с польск. К. В. Бравича — Марцыся
  - «Прохожие» В. А. Рышкова — Мотылева
- 1913
  - «Ассамблея» П. П. Гнедича — Нель Матье
  - «Дама из Торжка» Ю. Д. Беляева — Конкордия Лещ
  - «Двенадцатый год» В. М. Бахметьева — Дьяконица
  - «Избрание на царство царя Михаила Федоровича Романова» Н. А. Чаева — 2-я барыня
  - «История одного брака» Вл. А. Александрова — Поспелова
  - «Как вам будет угодно» У. Шекспира. Перевод с англ. П. И. Вейнберга — Одри
- 1914
  - «Завоеватели» А. И. Юрасовского — Мадам Мулине, модистка
  - «Лекарь поневоле» Ж.-Б. Мольера. Пер. с фр. А. А. Григорьева — Мартина
  - «Правда хорошо, а счастье лучше» А. Н. Островского — Пелагея Григорьевна Зыбкина
  - «Принцесса Сильвия» Е. фон Арним. Перевод с англ. Б. Ф. Лебедева. Постановка реж. Е. А. Лепковского — Миссис Моррисон, пасторша
  - «Тень» Н. И. Тимковского — Пелагея Степановна
- 1915
  - «Воевода» А. Н. Островского — Ульяна
  - «За чем пойдешь, то и найдешь» («Женитьба Бальзаминова») А. Н. Островского — Матрёна, кухарка 
  - «Свои люди — сочтёмся» А. Н. Островского — Устинья Наумовна
  - «Свои собаки грызутся, чужая не приставай» А. Н. Островского — Матрёна, кухарка
  - «Сестры Кедровы» Н. А. Григорьева-Истомина. Постановка реж. И. С. Платона — Мария Павловна
  - «Старый друг лучше новых двух» А. Н. Островского — Татьяна Никоновна
- 1916
  - «Мораль пани Дульской» Г. Запольской — Дульская
  - «Последняя жертва» А. Н. Островского — Глафира Фирсовна
  - «Правда хорошо, а счастье лучше» А. Н. Островского — Фелицата
  - «Сестры Кедровы» Н. А. Григорьева-Истомина. Постановка реж. И. С. Платона — Домна, кухарка
  - «Трудовой хлеб» А. Н. Островского — Старая ключница
  - «Чародейка» И. В. Шпажинского —Ненила
  - «Шарманка сатаны» Н. А. Тэффи (Н. А. Бучинской) — Серафима
- 1917
  - «Светлый путь» С. Д. Разумовского. Постановка реж. С. В. Айдарова — Агриппина
- 1918
  - «Дворянское гнездо» по И. С. Тургеневу — Марфа Тимофеевна Пестова
  - «Ночной туман» А. И. Сумбатова (Южина) — Настасья Павловна
  - «Ревизор» Н. В. Гоголя — Февронья Петровна Пошлёпкина
  - «Стакан воды» Э. Скриба. Перевод с фр. Н. О. Рутковской и И. С. Платона — Придворная дама
  - «Шутники» А. Н. Островского — Улита Прохоровна
- 1919
  - «Горе от ума» А. С. Грибоедова — Графиня Хрюмина, внучка
  - «Посадник» А. К. Толстого — Кондратьевна, няня
  - «Старик» А. М. Горького — Захаровна
- 1921
  - «Безумный день, или Женитьба Фигаро» П.-О. Бомарше — Марселина
  - «Воевода» А. Н. Островского — Настасья
  - «Волки и овцы» А. Н. Островского — Анфуса Тихоновна
  - «Ревизор» Н. В. Гоголя — Хлопова
  - «Сестры Кедровы» Н. А. Григорьева-Истомина — Анна Дмитриевна
- 1922 (сезон с 5 апр. по 23 мая 1921 г., перестройка театра)
  - «Горе от ума» А. С. Грибоедова. Режиссёр: П. М. Садовский — графиня бабушка Хрюмина[4]
  - «Лес» А. Н. Островского — Улита
- 1923
  - «Бесприданница» А. Н. Островского — Ефросинья Потаповна
  - «Воевода» А. Н. Островского — Старуха
  - «Измена» А. И. Сумбатова (Южина) — Иссахар, нянька
  - «Недоросль» Д. И. Фонвизина — Простакова
- 1924
  - «Бедность не порок» А. Н. Островского — Арина
  - «Жених из долгового отделения» И. Е. Чернышева — Мария Петровна Грязовская
- 1925
  - «Женитьба» Н. В. Гоголя — Фекла Ивановна, сваха
- 1926
  - «Аракчеевщина» И. С. Платона — Дарья Константиновна
  - «Иван — Козырь и Татьяна Русских» Д. П. Смолина. Постановка И. С. Платона и Л. М. Прозоровского. Художник С. И. Иванов. Композитор П. А. Ипполитов — Мумка
  - «Последний жемчуг» Н. Л. Персияниновой (Н. Л. Рябовой) — Нянька
  - «Собор Парижской богоматери» по В. Гюго. Инсценировка Н. А. Крашенинникова — Фалурдель
  - «Таланты и поклонники» А. Н. Островского — Домна Пантелевна
- 1927
  - «Женитьба Бальзаминова» А. Н. Островского — Красавина, сваха
  - «За океаном» Я. М. Гордина — Фрума
  - «Любовь Яровая» К. А. Тренёв — Марья
  - «Мисс Гоббс» Дж. К. Джерома. Перевод с англ. Н. Жаринцовой — Тетушка Агей
  - «Плоды просвещения» Л. Н. Толстого — Толбухина
  - «Смерть Петра I» Н. Н. Шаповаленко — Банк
- 1928
  - «Юбилей» А. П. Чехова — Мирчуткина
  - «Бедность не порок» А. Н. Островского — Пелагея Егоровна
- 1929
  - «В чужом пиру похмелье» А. Н. Островского — Настасья Панкратьевна
  - «Жена» К. А. Тренёва — Минодора
  - «Женитьба Белугина» А. Н. Островского — Белугина
  - «Растеряева улица» М. С. Нарокова по Г. И. Успенскому — Авдотья
- 1930
  - «Без вины виноватые» А. Н. Островского — Арина Галчиха
  - «Холопы» П. П. Гнедича — Евсеевна
- 1931
  - «Не было ни гроша, да вдруг алтын» А. Н. Островского — Домна Евстигнеевна Мигачева
  - «Смена героев» Б. С. Ромашова — Пифагорова
- 1932
  - «Плоды просвещения» Л. Н. Толстого — Лукерья
  - «Ясный лог» К. А. Тренёва — Маланья
- 1934
  - «Враги» М. Горького — Аграфена, экономка
- 1935
  - «В чужом пиру похмелье» А. Н. Островского — Настасья Панкратьевна
  - «Последняя бабушка из Семигорья» И. В. Евдокимова. Постановка Н. Ф. Костромского и Б. И. Никольского — Федосья Митрофановна
- 1936
  - «Бронепоезд 14-69» Вс. В. Иванова — Надежда Львовна
- 1937
  - «Салют, Испания!» А. Н. Афиногенова. Постановка В. Н. Пашенной. Режиссёр А. М. Азарин — Мать
  - «Слава» В. М. Гусева. Постановка К. П. Хохлова — Марья Петровна Мотылькова
  - «Смерть Тарелкина» А. В. Сухово-Кобылина — Мавруша, кухарка
- 1938
  - «Волк» Л. М. Леонова — Аграфена
  - «Пётр I» А. Н. Толстого —Авдотья
- 1940
  - «Свадьба Кречинского» А. В. Сухово-Кобылина — Анна Антоновна Адуева
- 1941
  - «В степях Украины» А. Е. Корнейчука — Палашка
  - «Плоды просвещения» Л. Н. Толстого — Кухарка
- 1944
  - «Нашествие» Л. М. Леонова — Демидьевна, нянька
- 1948
  - «Великая сила» Б. С. Ромашова — Дарья Васильевна
  - «Доходное место» А. Н. Островского — Фелисата Кукушкина
- 1949
  - «Бесприданница» А. Н. Островского — Ефросинья Потаповна, тётка Карандышева
- 1950
  - «Наш современник» К. Г. Паустовского — Арина Родионовна

### Фильмография
| Год  |    | Название                                       | Роль                                   |
| ---- | -- | ---------------------------------------------- | -------------------------------------- |
| 1918 | ф  | Метель                                         | Прасковья Петровна                     |
| 1935 | ф  | Лётчики                                        | Пахомовна                              |
| 1936 | ф  | Бесприданница                                  | Ефросинья Потаповна, тётка Карандышева |
| 1938 | ф  | Пиковая дама (фильм не был завершён)           | старая графиня                         |
| 1951 | тф | Правда хорошо, а счастье лучше (телеспектакль) | Фелицата                               |
| 1952 | тф | Волки и овцы (телеспектакль)                   | Анфуса Тихоновна                       |
| 1952 | тф | Горе от ума (телеспектакль)                    | Графиня-бабушка                        |

## Звания и награды
- Народная артистка РСФСР (1933)
- Народная артистка СССР (23.09.1937)
- Сталинская премия первой степени (1943) — за выдающиеся достижения в области театрально-драматического искусства[5]
- Два ордена Ленина (27.01.1946[6], 1949)
- Два ордена Трудового Красного Знамени (23.09.1937 — за выдающиеся заслуги в деле развития русского театрального искусства, 1961)
- Медаль «За оборону Москвы»
- Медаль «За победу над Германией в Великой Отечественной войне 1941—1945 гг.»
- Медаль «За доблестный труд в Великой Отечественной войне 1941—1945 гг.»
- Медаль «В память 800-летия Москвы»
- Медаль «За оборону Кавказа»